# Complejo industrial-militar

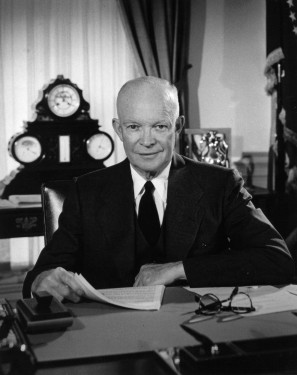
Imagen televisiva del mensaje de despedida del presidente Dwight Eisenhower, donde divulgó el concepto de complejo industrial-militar.

El complejo industrial-militar (proveniente del término original en inglés: military–industrial complex) es un concepto que se aplica a los intereses económicos de la industria militar aplicados al armamentismo y a una política militarista o imperialista. 
La expresión complejo militar-industrial (MIC) describe la relación entre el ejército de un país y la industria de defensa que lo suministra, vistos conjuntamente como un interés creado que influye en las políticas públicas. Un factor que impulsa la relación entre los militares y las corporaciones dedicadas a la defensa es que ambas partes se benefician: una de la obtención de armas y la otra de que le paguen por suministrarlas. El término se utiliza con mayor frecuencia en referencia al sistema que hay detrás de las fuerzas armadas de Estados Unidos, donde la relación es más frecuente debido a los estrechos vínculos entre los contratistas de defensa, el el Pentágono y los políticos.  La expresión ganó popularidad tras una advertencia sobre los efectos perjudiciales de la relación, en el discurso de despedida del presidente estadounidense Dwight D. Eisenhower el 17 de enero de 1961. 
Su divulgación se realizó a partir de un discurso del presidente estadounidense Dwight Eisenhower al terminar su mandato en 1961:

Nuestro trabajo, los recursos y los medios de subsistencia son todo lo que tenemos; así es la estructura misma de nuestra sociedad. En los consejos de gobierno, debemos evitar la compra de influencias injustificadas, ya sea buscadas o no, por el complejo industrial-militar. Existe el riesgo de un desastroso desarrollo de un poder usurpado y [ese riesgo] se mantendrá. No debemos permitir nunca que el peso de esta conjunción ponga en peligro nuestras libertades o los procesos democráticos».
Dwight D. Eisenhower en su discurso de despedida a la nación, 17 de enero de 1961

Eisenhower lo aplicaba a los grupos industriales estadounidenses interesados en mantener la carrera armamentística entre los Estados Unidos y la Unión Soviética durante la Guerra Fría para su beneficio económico; posteriormente fue ampliada por otros políticos estadounidenses, como el senador demócrata J. William Fulbright.
Actualmente en Estados Unidos el término también engloba a la amplia red de contratos y flujos monetarios y de recursos que circulan entre los contratistas privados de defensa, el Pentágono y el Congreso y el gobierno. Esta relación de intereses se conoce como «Triángulo de hierro» y puede dar lugar a la formación dentro del aparato del Estado de poderosos cabilderos de la industria militar. George F. Kennan, autor de la doctrina de la contención y figura clave de la Guerra Fría escribió:

Si la Unión Soviética se hundiera mañana bajo las aguas del océano, el complejo industrial-militar estadounidense tendría que seguir existiendo, sin cambios sustanciales, hasta que inventáramos algún otro adversario. Cualquier otra cosa sería un choque inaceptable para la economía estadounidense.

Con anterioridad, el concepto fue utilizado por Daniel Guérin en su libro Fascismo y grandes negocios. Basándose en este concepto, también se han creado los términos «Complejo industrial-militar-media» –acusado de promulgar el militarismo a través de los medios de comunicación–, «Complejo político-media» –uso de los medios para el mantenimiento de la hegemonía de las clases dominantes o empresas– y «Complejo industrial de prisiones» –aprovechamiento por parte de empresas privadas de la gran y creciente población carcelaria en Estados Unidos–.
En el contexto de Estados Unidos, el apelativo se amplía a veces a complejo militar-industrial-congresional (MICC), añadiendo el Congreso de Estados Unidos para formar una relación a tres bandas denominada "triángulo de hierro". Sus tres patas incluyen contribuciones políticas, aprobación política del gasto militar, lobbying para apoyar a la burocracia, y supervisión de la industria; o, en términos más generales, toda la red de contratos y flujos de dinero y recursos entre particulares, así como corporaciones e instituciones de los contratistas de defensa, contratistas militares privados, el Pentágono, el Congreso y el Poder Ejecutivo de EE. Poder Ejecutivo de Estados Unidos.

## Etimología
.

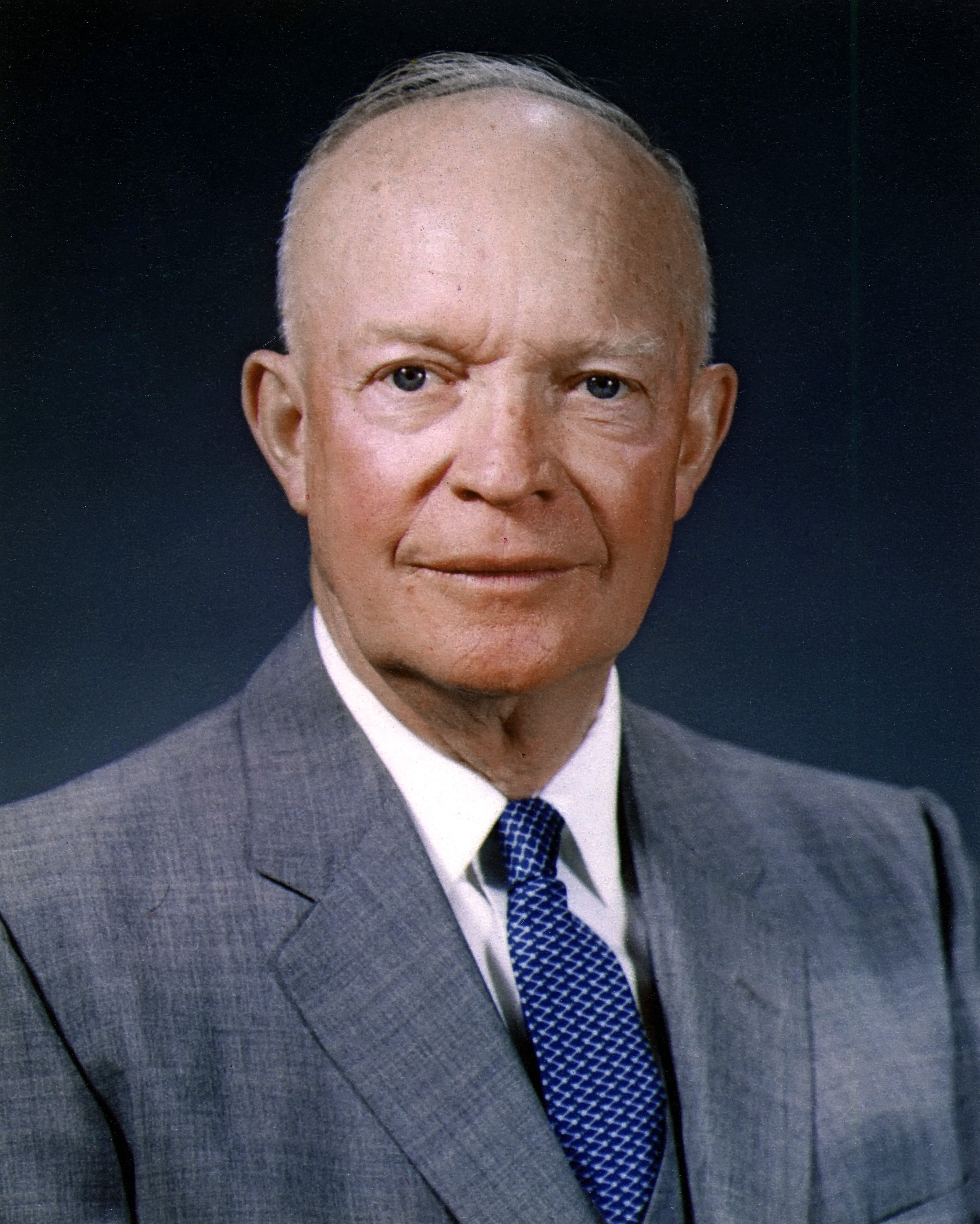
En su discurso de despedida, el Presidente de los Estados Unidos. Dwight D. Eisenhower advirtió célebremente a ciudadanos estadounidenses sobre el "complejo militar-industrial"

El presidente de Estados Unidos (y general de cinco estrellas desde la Segunda Guerra Mundial) Dwight D. Eisenhower utilizó el término en su discurso de despedida a la nación el 17 de enero de 1961:

Un elemento vital para mantener la paz es nuestro establecimiento militar. Nuestras armas deben ser poderosas, listas para la acción instantánea, para que ningún agresor potencial se vea tentado a arriesgar su propia destrucción...
Esta conjunción de un inmenso estamento militar y una gran industria armamentística es nueva en la experiencia estadounidense. La influencia total -económica, política, incluso espiritual- se siente en cada ciudad, en cada estado, en cada oficina del gobierno federal. Reconocemos la necesidad imperiosa de este desarrollo. Sin embargo, no debemos dejar de comprender sus graves implicaciones. Están en juego nuestro trabajo, nuestros recursos y nuestro sustento, así como la propia estructura de nuestra sociedad.
En los consejos de gobierno, debemos protegernos contra la adquisición de influencia injustificada, buscada o no, por parte del complejo militar-industrial. El potencial para el aumento desastroso de un poder fuera de lugar existe, y persistirá.
Nunca debemos dejar que el peso de esta combinación ponga en peligro nuestras libertades o procesos democráticos. No debemos dar nada por sentado. Sólo una ciudadanía alerta y bien informada puede obligar a engranar adecuadamente la enorme maquinaria industrial y militar de defensa con nuestros métodos y objetivos pacíficos para que la seguridad y la libertad puedan prosperar juntas. [énfasis añadido]

## Posterior a la Guerra Fría

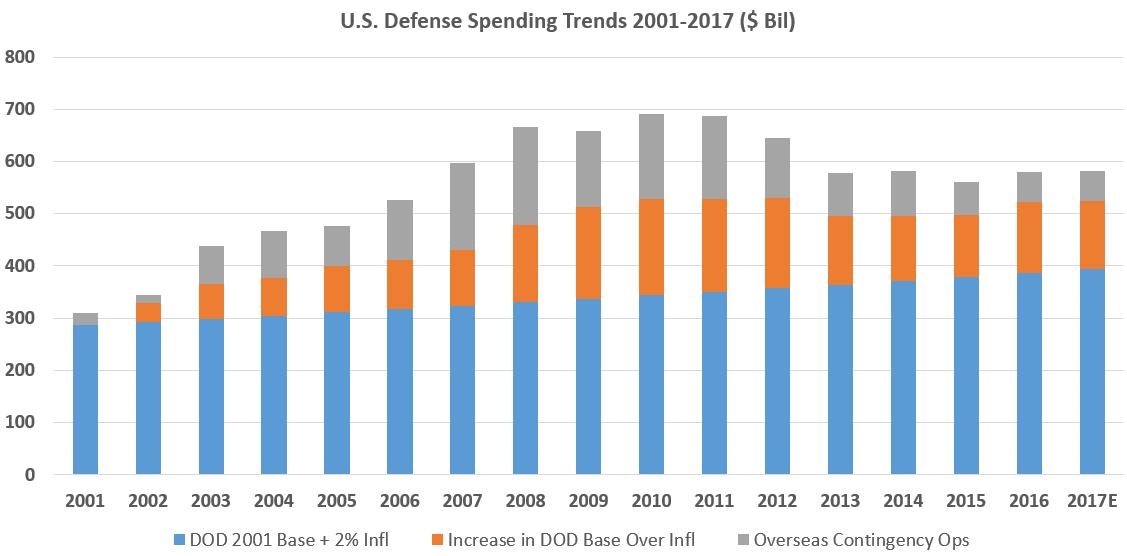
Gasto en defensa de Estados Unidos 2001–2017

Al final de la Guerra Fría, los contratistas de defensa estadounidenses lamentaron lo que llamaron la disminución del gasto gubernamental en armas. Vieron la escalada de tensiones, como con Rusia sobre Ucrania, como nuevas oportunidades para aumentar las ventas de armas, y han empujado al sistema político, tanto directamente como a través de grupos industriales como la Asociación Industrial de Defensa Nacional, gastar más en material militar. Los think tanks estadounidenses financiados por contratistas del Pentágono como el Instituto Lexington y el Consejo Atlántico también han exigido un aumento del gasto en vista de la amenaza rusa percibida. Los observadores occidentales independientes como William Huntzberger, director del Proyecto de Armas y Seguridad del Centro de Política Internacional, señalaron que "el ruido de sables ruso tiene beneficios adicionales para los fabricantes de armas porque se ha convertido en una parte estándar del argumento a favor de mayores gastos del Pentágono, a pesar de que el Pentágono ya tiene dinero más que suficiente para abordar cualquier amenaza real en los Estados Unidos."